# Pasquale Vinaccia
Pasquale Vinaccia (né le 20 juillet 1806 à Naples et mort vers  1882 est un luthier italien, fournisseur de la reine d’Italie et grand-père maternel de Carlo Munier.
Pasquale Vinaccia fait partie d’une famille de cinq générations de luthiers napolitains actifs du début du XVIIIe siècle à 1914 qui ont particulièrement œuvré à l’amélioration de la mandoline.
Un de ses ancêtres, Gaetano  Vinaccia, est considéré comme l’inventeur de la mandoline napolitaine dont il construisit un prototype en 1744. Une des plus anciennes guitares à six cordes porte l’étiquette «Gaetanus Vinaccia fecit Neapoli 1798 Nella Rua Catalana».
Leur production ne se limitait cependant pas aux instruments à cordes pincées et s’étendait aux violons et violoncelles.
Pasquale améliore et modernise la mandoline napolitaine en soulevant et étendant la touche à 17 frettes et en introduisant des cordes plus solides en acier haute tension qui deviennent ensuite d’un usage général. Les cordes en acier étaient utilisées dès la fin du XVIIIe siècle par des interprètes tels que Gabriele Leone et Pietro Denis  mais les cordes en boyau étaient les plus généralement en usage jusqu’au milieu du XIXe siècle.
Il substitue une mécanique à engrenages aux chevilles utilisées au début du XIXe siècle et renforce le corps de la mandoline, en approfondissant la caisse de résonance.
Ses fils, Gennaro et Achille, également luthiers ont continué d’apposer l’étiquette Pasquale Vinaccia sur les mandolines construites au cours des années 1880. Il eut deux filles, Thérèse et Rosa, mère du compositeur et virtuose mandoliniste Carlo Munier.

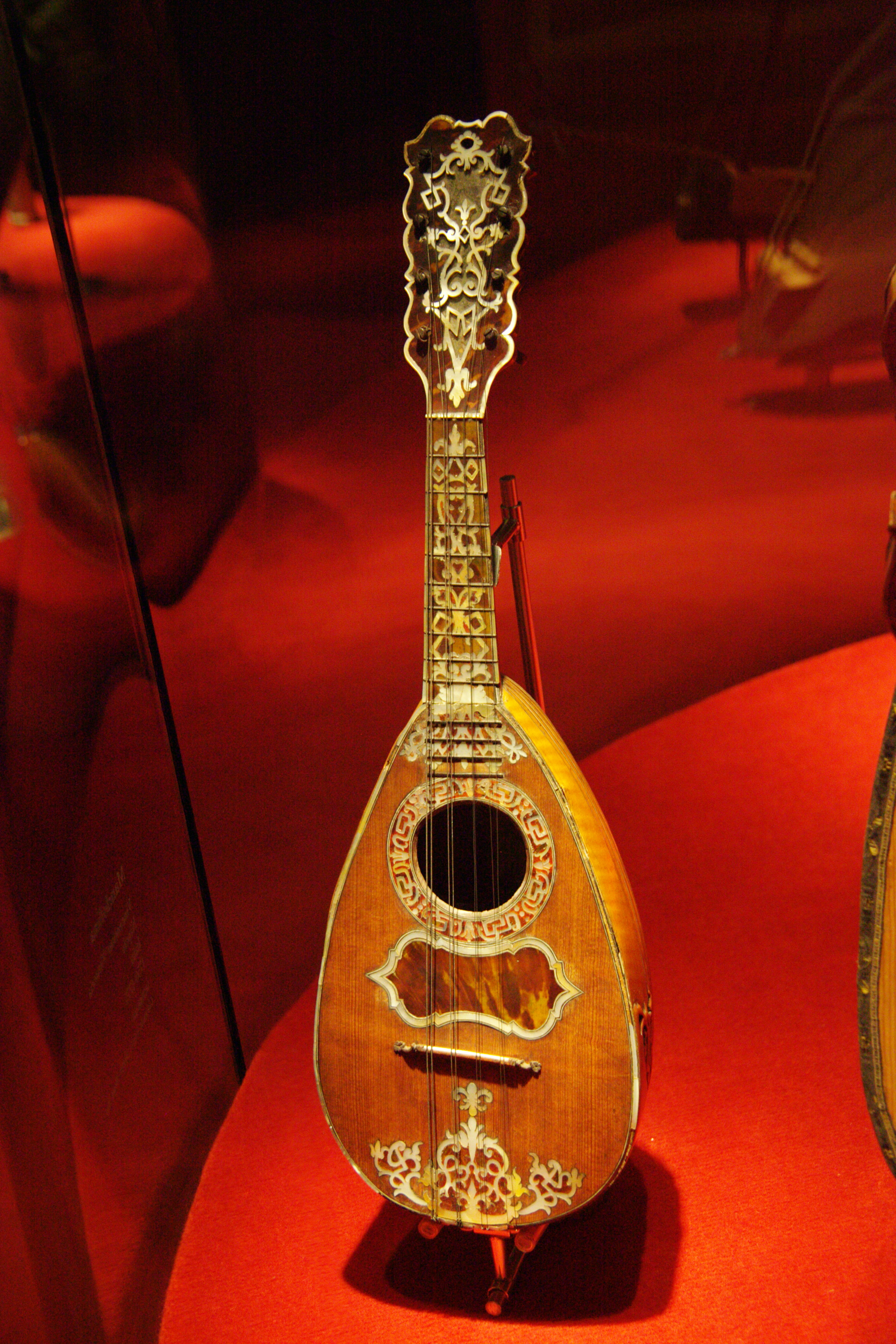
Mandoline de Vincenzo Vinaccia (entre 1767 et 1784).
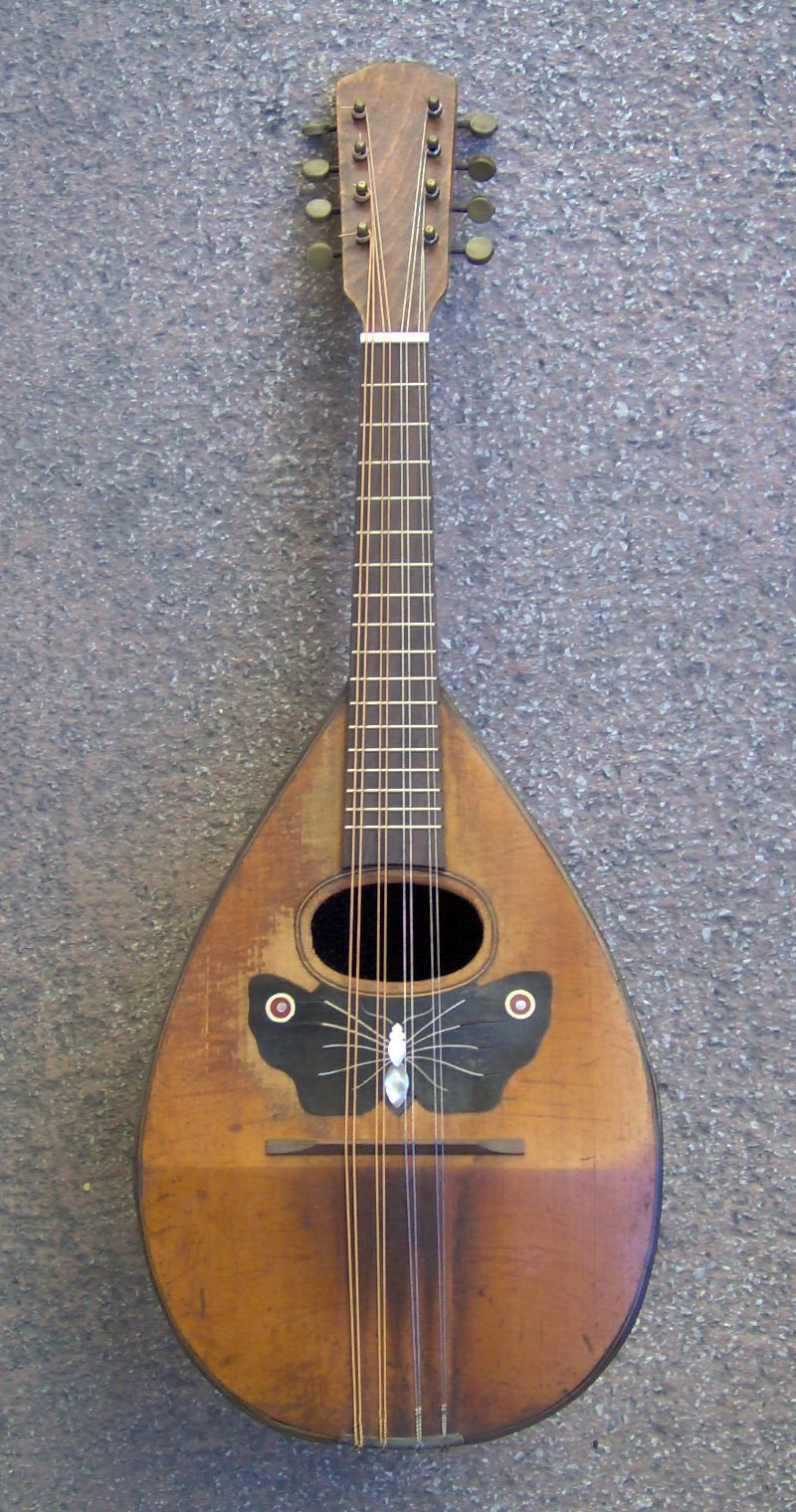
Mandoline napolitaine moderne.